# Barrali
Barrali (Barrabi in sardo) è un comune italiano di 1 093 abitanti della Città metropolitana di Cagliari.

## Geografia fisica

### Territorio
Situato nella Trexenta, il comune di Barrali occupa una superficie di 11,46 km² ed è abitata da oltre 1100 persone, che in sardo vengono chiamati barrabesus. Il paese si colloca ai piedi del monte Uda, che ha un'altezza di 370 metri e ospita una pineta estesa 300 ettari. Dalla cima del monte Uda si può ammirare un vastissimo paesaggio: in direzione nord è visibile l'alta Trexenta con tutti i paesi, guardando oltre sono visibili le colline dell'alto Sarcidano, le montagne del Gennargentu che sovrastano le due Barbagie di Belvì e di Seulo.
Nella direzione opposta si può notare il resto della Trexenta e gran parte delle Marmilla, fino all'altopiano della Giara; guardando in direzione sud est, si vede una vasta estensione del Campidano fino alle propaggini delle montagne di Villacidro (monti Mannu sulla catena del Linas), tutta la catena delle montagne di Capoterra (monte Arcosu), nonché il golfo degli Angeli, il mare di Cagliari, e la Sella del Diavolo. Barrali è ubicato in un incrocio geografico, fra tre importanti zone del sud Sardegna: confina con Donori che appartiene al Parteòlla, con Sant'Andrea Frius, Ortacesus e Pimentel che sono all'interno della Trexenta, e con Samatzai che si trova nel Campidano, usufruendo dei benefici economici e sociali che tale posizione di crocevia comporta. Gran parte del territorio di Barrali è attraversato dalla Strada Statale 128, un'antica via di comunicazione che ha sempre collegato il sud della Sardegna col centro dell'isola nel cuore della Barbagia nuorese.

## Origini del nome
L'origine etimologica di Barrali ha radici incerte, "Barrali" potrebbe derivare dal termine "a barralis", ovvero la coltivazione di vigneti a pergolato praticata nella zona.

## Storia
Studi approfonditi hanno evidenziato vita a Barrali già nel medio neolitico, 4.700 a.C. (Grotte Su Musuleu). Molte sono le testimonianze della presenza dell'uomo nel territorio dell'attuale Barrali in età nuragica, numerosi sono infatti i resti di nuraghi. Importante centro di avvistamento fu quello costruito sul Monte Uda .Tutti i nuraghi si trovano su alture che dominano il territorio circostante: questo tipo di abitazioni, più che resti di villaggi, possono probabilmente essere annoverati come edifici di controllo e avvistamento.
Visibili residui archeologici, su altre zone (Muridinas-Onigu-Natali-trinidadi-S'Aruta-Sant'Elia) del territorio, fanno supporre presenze di gruppi umani su quei siti appena più a valle, nel periodo nuragico o immediatamente successivo. È assai improbabile infatti che nel territorio dove oggi sorge il centro abitato potesse sorgere un insediamento, visto che l'intera vallata era occupata da una laguna.
In periodo medievale Barrali apparteneva al giudicato di Cagliari ed era inserito alla curatoria di Dolia, con sede in San Pantaleo. Dalle notizie giunte sino a noi, risulta che Barrali era un villaggio di modeste dimensioni.
Alla caduta del giudicato (1258) tutta la zona passò sotto il dominio pisano.
Intorno al 1324 tutti i villaggi della curatoria di Dolia vennero assegnati a signori catalani e aragonesi. Infatti gli aragonesi presero possesso di tutta la Sardegna, e proprio sotto il loro dominio, si verificarono degli accorpamenti territoriali che portarono Barrali nella Signoria della Trexenta, compresa nella contea di Villasor, feudo degli Alagon. Nel 1348 il territorio subì molti danni gravi a causa di una tremenda epidemia di peste bubbonica: tutti i villaggi persero un numero consistente di abitanti e alcuni restarono disabitati.
Nel 1594 la contea venne trasformata in marchesato.
Il primo parroco di Barrali Biagio Pia di Ussana rifondò nel 1646, insieme al Marchese di Villasor, la Villa di Barrali dopo anni di desolazione e abbandono. Il primo parroco della seconda meta del 20º secolo fu Don Giorgio Pittau nativo di Siliqua, inviato a barrali come prima parrocchia dall'Arcivescovo di Cagliari monsignore Ernesto Maria Piovella
Barrali ha avuto il suo monte granatico, un'istituzione che nacque in Sardegna nel XVII secolo, per opera degli stamenti sardi, e successivamente per l'intervento del Vescovo di Ales Michele Beltran. Il monte granatico aveva la funzione di banca del grano e serviva per arginare l'usura allora molto diffusa nei confronti dei piccoli coltivatori. Prima della semina i coltivatori si facevano prestare i semi di grano e di altre granaglie in genere, per restituirli subito dopo il raccolto. A Barrali il monte granatico si trovava nell'attuale via Roma, e il suo edificio era presente sino all'inizio della seconda metà del secolo scorso.
Nel 1839, con la soppressione del sistema feudale, il paese venne riscattato all'ultimo feudatario, Francesco Da Silva y Alagon marchese di S. Croce, per divenire un comune amministrato da un sindaco e da un consiglio comunale.

### Simboli
Lo stemma e il gonfalone del comune di Barrali sono stati concessi con decreto del presidente della Repubblica del 17 novembre 1992.
Lo stemma è partito: nel primo, d'azzurro, all'albero di arancio, al naturale, fruttato di nove d'oro, nodrito su campagna erbosa di verde e accostato da due pecore pascolanti d'argento; nel secondo, d'argento, all'albero di mandarino, al naturale, fruttato di nove d'oro, nodrito anch'esso su campagna erbosa di verde e sinistrato da una capra saliente di nero.
Il gonfalone è un drappo partito di bianco e di azzurro.

## Monumenti e luoghi d'interesse

### Architetture religiose

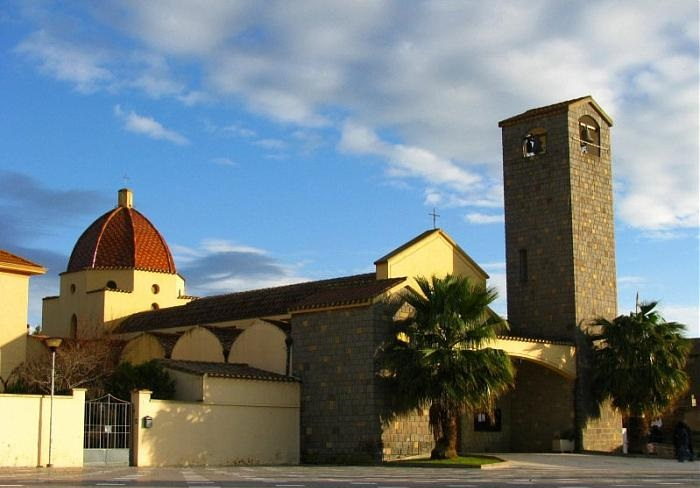
Chiesa Parrocchiale di Santa Lucia

- Parrocchia di Santa Lucia Vergine e Martire

Sulla vetta del monte Uda è stato costruito un suggestivo altare in pietra ed è presente la statua di Maria Ausiliatrice, rivolti entrambi verso il paese.

### Architetture civili
Nel centro del paese si trova la casa Maxia, antica casa padronale tipicamente barralese del fine ottocento, restaurata e trasformata in casa museo. Le caratteristiche predispositive delle antiche case padronali della Trexenta si riportano esattamente in questo edificio. La casa è composta da un vastissimo vano (sa lolla) da dove si accede al resto dei vani, le stanze da letto (is apposentus po croccai), uno o più soggiorni (is apposentus bonus) e la cucina (sa coxina). Quasi sempre dalla lolla si accedeva anche al granaio, dove tra l'altro venivano immagazzinate anche tutte le riserve delle leguminose (is provista po' tottu s'annu). Presenti poi tutte le dipendenze accessorie, che vertono sul cortile centrale. All'ingresso si trovano il portale in legno (su potabi) con atrio (su crociu) che dà sul cortile (sa prazza) assieme alle altre dipendenze accessorie: la stalla per gli animali (sa lolla de is bois), il pagliaio (sa domu de palla), il ripostiglio per gli attrezzi (sa domu de is ainas), la cantina per la vinificazione (su magasinu), la legnaia sospesa su quattro pilastri di granito (S'umbragu de sa linna). Adiacente all'abitazione è presente il vano per la macina del grano, azionabile a trazione circolare da un asino o da un cavallo (sa domu de sa moba), nonché l'alloggio per la servitù (sa domu de su sotzu e de is serbidoris). Al centro del cortile è presente il pozzo con adiacente su laccu, contenitore quale abbeveratoi per gli animali, scolpito su pietra, quasi sempre da riempire attingendo col secchio a mano oppure con l'ausilio della carrucola (sa tallora).
Sulle pendici del monte Uda esistono resti di antichi caratteristici insediamenti produttivi, prevalentemente utilizzati allora per l'allevamento del bestiame, denominati Is Masonis: ad ovest Masoni de Gaetano Callai, ad est, Masoni de Marcia, a sud Masoni de su Foghesu, ed altri minori sparsi ovunque, di cui si possono visitare i resti.

### Piazze
Al centro del paese esiste anche una piazza, chiamata Funtana Manna, che ha preso il nome da una fontana, ad oggi non più esistente, e sostituita da degli zampilli d’acqua. Per secoli questa fu la fonte di approvvigionamento idrico del paese, ruolo che mantenne fino alla costruzione della locale rete idrica. File di donne con in testa la brocca (poggiata sul su tidibi) e col secchio in mano si dirigevano verso Funtana Manna per portare a casa l'acqua potabile: il secchio serviva per attingere l'acqua dal pozzo e come contenitore supplementare portato a braccio, mentre la brocca veniva caricata dalle donne con maestria ed equilibrio sulla testa (attutendo l'attrito del peso con su tidibi), portando così a casa il prezioso liquido che serviva per tutti gli usi domestici. Un'altra piazza storica, è la Piazza Di Chiesa, oggi forma un unico spazio con Piazza del Popolo, sito abbastanza grande,  utilizzato per grandi eventi e manifestazioni di ogni genere.

### Luoghi di interesse naturalistico
Il rio Mannu (nome comune a molti corsi d'acqua sardi) che attraversa la Trexenta e percorre da nord a sud l'agro di Barrali, divide il borgo, come una sorta di barriera naturale, dalle sue campagne migliori a ovest, dalla ferrovia e dalla strada statale 128, isolando inoltre nel passato, Barrali da gran parte della Sardegna nel periodo invernale. Per superare questa esigenza logistica e di comunicazione furono creati dei guadi (is baus) sul rio Mannu. Verso nord venne creato il guado de Natabi Bau Crispi nei pressi della località sa Cantonera de Rosa Pala. A ovest c'era il guado di sa Bia de is Passantis oggi coperto da un laghetto, e superato dal ponte in pietra costruito alla fine del XIX secolo. In direzione nord ovest c'e Bau Porcedda), superato da pochi anni da un ponte pedonale, ma ancora attraversabile in modo carrabile a guado classico. Il più importante per traffico è Bau Mannu, in direzione sud ovest, ancora oggi da guadare all'antica ed affiancato anche da un moderno ponte. Per ultimo verso sud vi è Bau Muridinas, oggi abbandonato, che guadando il rio portava in località Maurreddu, una delle zone più fertile delle campagne di Barrali. Il Rio Mannu scorrendo nelle campagne di Barrali forma delle gole, in alcuni punti del suo tragitto. Prima che la zona diventasse irrigua, queste risorse d'acqua venivano utilizzate, dagli agricoltori per irrigare campi. Oggi sono godibili come zone di escursione, essendo dei posti anche con molto verde intorno. In ordine, da nord verso sud sono così posizionati:(carropu de sa Trinidadi) zona Natabi (carropu de Remunda Piga) zona Monte Uda, (carropu de Loi) zona Bau Porcedda, (carropu de su dottori) zona Bau Mannu, (carropu de Santesu) zona Maurreddu
Le campagne di Barrali, sono state sempre generose di acqua sorgiva. Le sorgenti (is mitzas) presenti sul territorio erano complementari alle attività produttive. Gli agricoltori, assieme agli allevatori insediati negli ovili (masonis), utilizzavano come risorsa idrica queste sorgenti. Esistono ancora oggi mitzas in parte abbandonate, o manomesse: 
- Mitza e mebis (zona Acquadina)
- Mitza de sa mutta (zona Monti Onigu)
- Mitza de sa rocca (zona Monti Onigu, ex tanca de Marcia)
- Mitza zurru de mastruanni (zona Su Canali de Mastruanni)
- Mitza de mesu costa (zona Sant'Elia)
- Mitza de ziu Ariccu (zona rocca de Lilliu)
- Mitza de masoni Marcia (zona Sant'Elia)
- Mitza masoni de su foghesu (zona Aranti de S'Aruta o monte Uda)
- Mitzas de is procascius (zona Aranti de S'Aruta o monte Uda)
- Mitza Cicciu Murgia (zona rocca de Raimunda Piga)
- Mitza cotti de dont'oni(zona Su Demaniu)
- Mizta de su Sessini, ancora in uso (zona ad ovest di monte Uda)
- Mitza de su ferru (zona Sa Terra Sperrada)
- Funtana Maria Pillonis (zona Sa Roia)
- Sa terra de is Mitzas, (zona Bau Porcedda)

## Società

### Evoluzione demografica
Abitanti censiti

### Tradizioni e folclore
Molto importante per il paese di Barrali è la chiesa parrocchiale dedicata a Santa Lucia. Sin dal 1777 la data dei festeggiamenti in onore della santa coincideva con la prima domenica di luglio. Numerosi erano i fedeli provenienti dai paesi vicini, che arrivavano a Barrali per la festa, con dei carri, chiamati anche traccas, trainati da animali, che per l'occasione sostavano abitualmente, sotto un albero plurisecolare di rovere, situato in un'amena località, chiamata ancora oggi, Sa matta de s'arrobi. In occasione di questa ricorrenza, due volte all'anno, una a luglio e l'altra il 13 dicembre, si teneva una processione della patrona alla quale partecipavano anche i sacerdoti di Pimentel e di Ortacesus. Ancora oggi la festa di Santa Lucia e molto sentita dai cittadini, che ogni anno organizzano una festa civile, oltre che quella religiosa, della durata di quattro giorni circa, con fuochi d'artificio e serate musicali. Un'altra festa si svolge la prima domenica di settembre, in onore di San Gemiliano. Secondo gli usi e i costumi di un tempo, con la festa di San Gemiliano decorreva l'inizio del contratto annuale dei lavoratori agricoli e dei pastori, con la cosiddetta formula della servitù, che in dialetto veniva chiamata s'accodriu.
Degne di nota anche le cosiddette Processioni Generali in onore del Corpus Domini e dell'Assunta, nonché quella del giorno di Pasqua S'Incontru, alle quali partecipava la Confraternita del Rosario, che si occupava anche dei seppellimenti.
A Barrali nel secondo sabato di luglio si svolge la Sagra del pane, manifestazione conosciuta in tutta la Sardegna, visitata da molti turisti che vengono per assaporare i caratteristici tipi di pane dell'antica tradizione barralese (pani pesau-coccoi-civrasceddu-costedda- pani cun gerda-pani cun papassa-ecc). Durante la manifestazione della sagra del pane, in un altro spazio appositamente dedicato, viene mostrata anche la lavorazione di altri prodotti artigianali tipici locali: il vino, il formaggio, ed il cosiddetto "ladrini", un laterizio crudo, utilizzato per la costruzione delle abitazioni, nonché un "ladrini po forru" di forma speciale, adatto specificatamente per costruire i forni a legna, usati prevalentemente per cuocere pane.
Barrali ha avuto da sempre un grande interesse per il folklore. Fin dal secolo scorso in occasione delle feste del paese venivano invitati i più bravi fisarmonicisti e suonatori di launeddas (sonadorisi de fisarmonica e de launeddasa) della zona ad esibirsi suonando in piazza. In quella occasione la maggior parte della popolazione partecipava alla festa, e si ballavano prevalentemente i balli sardi tipici campidanesi (mediana pippia, sa fiudedda, passu torrau e altri), a cui si affiancarono dall'inizio del Novecento anche balli da oltre Tirreno.

#### Sa di de is panixeddus
Una vecchia tradizione, praticata in quasi tutta la Sardegna per la ricorrenza dei morti, portava i bambini anche a Barrali ad andare in giro per le case a chiedere dei piccoli doni (dolcetti, focacce, pane, frutta secca o qualche soldo) mettendo tutto in un apposito sacchetto, tenuto a tracolla, che portavano a casa propria. I bambini del paese attendevano questo giorno dell'anno con ansia, perché loro diventavano i diretti attori e protagonisti dell'avvenimento. Una vecchia legenda: dice che un barralese incontrandosi con un estraneo, nello scambio dei convenevoli,ci si chiedesse come va, e da dove venite. In anni di cattivo raccolto di fichi d'india il barralese rispondesse blando   ( seu de arrabi ). in anni di buon raccolto del frutto, rispondesse invece vivacemente (seu de arrabi arrabi) Negli anni passati il fico d'india per Barrali era una importante materia prima, grande produttore, necessaria prevalentemente all'uso zootecnico. L'uso umano, allo stesso modo importante era riservato alla conservazione dei frutti secchi, alla fattura delle marmellate, alla conservazione della sapa, ed altri derivati.

### Lingue e dialetti
La variante di sardo parlata a Barrali è il campidanese occidentale.

## Cultura

### Cinema
- L'associazione Donga's Creek ONLUS di Barrali ha prodotto il film 3 spose per 5 mariti.

## Geografia antropica

### Rioni storici
- Su Pontixeddu  (zona di via Roma all'incrocio con via Sant'Andrea, nei pressi della Madonnina)
- Pratza de Buttega  (zona di piazza Fausto Marras, all'incrocio via Donori, con via Roma)
- Funtana Manna  (zona di piazza Fontana, all'incrocio con via Marconi, piazza del Popolo)
- Su Cunduttu   (zona incrocio via Roma con via Monte Granatico, coinvolgendo parte di via Comunale)
- Sa Cabadroxia  (zona via Is Donas, s'Utturu de Is'Ispigasa)
- Su sciau de Nazzariu (via Marconi angolo Via Donori)
- Su sciau de pinne cresia (zona via Donori angolo via Berlinguer, piazza e retro della chiesa parrocchiale)

## Economia
L'economia del territorio di Barrali è a prevalenza agroalimentare e vitivinicola, con un forte indotto economico derivante dalla vicinanza con la città capoluogo Cagliari. La presenza della Strada Statale 128, che collega storicamente il Nuorese montagnoso con le pianure estese del Campidano attraversando l'agro di Barrali, determinava in passato una sorta di micro economia stagionale, conseguente alle operazioni di transumanza delle greggi che utilizzavano la statale 128 per raggiungere le pianure del Campidano medesimo, se non quelle del Sulcis-Iglesiente. Tutto ciò apportava una sorta di incremento all'economia comunale, in aggiunta all'agro pastorale, economia prevalente allora.
L'evoluzione in generale dell'economia ha portato anche Barrali a cercare indirizzi economici più attuali, che persegue con buoni risultati, e nel contesto di una economia oggi molto volatile, regge anche bene le spinte regressive. Per secoli la vocazione delle coltivazioni nel territorio è stata prevalentemente cerealicola, attuata su terreni di qualità non pienamente compatibile con detta coltura, per cui lo standard delle rese per ettaro è stato sempre inferiore alla media della potenziale resa dei terreni della sub-regione Trexenta, di cui Barrali fa parte, rallentando pertanto lo sviluppo economico. Le colture ortofrutticole invece, molto più adatte alle caratteristiche di quei terreni, seppur condotte prevalentemente col sistema della micro impresa, hanno sempre dato a Barrali interessanti fette di reddito. Pertanto parte della comunità, dedicandosi a questa coltivazione, ha sempre trovato e trova un interessante sostentamento economico ancora oggi, rappresentando il settore agricolo (e peschiero) il 53,7% delle imprese.
Tra gli ultimi decenni del Novecento e gli anni 2000 sono nate delle piccole e medie imprese, molte orientate alle colture di nicchia, che in aggiunta al sistema delle micro imprese hanno donato una maggior vivacità all'economia locale. L'imprenditoria barralese ha incominciato ad utilizzare il marketing, cercando delle nicchie di mercato, producendo le mele primizie, i vini di alta e media gamma, la coltivazione dei fagiolini, pomodori primatici, ed altri diversi ortaggi, tutti a filiera commerciale corta.
La vicinanza del capoluogo di regione Cagliari favorisce un consistente pendolarismo giornaliero. Tanti lavoratori ed impiegati trovano collocazione nei diversi settori dell'economia cagliaritana, tra i quali quelli produttivi e di servizi. Il fenomeno del pendolarismo, che è abbastanza presente, apporta all'economia barralese un'ulteriore fetta di prodotto interno lordo locale, determinandone tra l'altro un'equilibrata diversificazione, e dando all'economia del paese una certa stabilità. Il trend medio Irpef di crescita è fra i più alti della zona, pari al 35,4% circa nel periodo 2005/2009. Il reddito pro capite nel 2020 era pari a 14.117 euro.

## Infrastrutture e trasporti

### Ferrovie
A nord dell'abitato è situata la fermata ferroviaria di Barrali, posta sul tracciato della linea Cagliari-Isili. L'ARST collega la fermata con treni aventi destinazione a Monserrato verso sud ed a Mandas e Isili verso nord.

## Amministrazione
In ordine cronologico i sindaci succedutisi a Barrali dal 1948 ad oggi: 
- Marcia Giovanni
- Callai Carlo
- Porcedda Agostino
- Lallai Silvano
- Baccoli Francesco
- Serpau Luigi
- Porcedda Vittorio
- Baccoli Gianfranco
- Melis Natalino
- Baccoli Gianfranco
- Piga Fausto (in carica)

## Sport
La squadra di pallamano di Barrali ha militato in Serie A.
È presente nel comune anche la Polisportiva Santa Lucia Barrali, che milita nel settore calcistico da molti decenni.